# Славістика в Україні
Славістика в Україні — розвинулася з практичних і зовнішньо-політичних причин не так на вивченні загально-слов'янських проблем, як радше питань окремих слов'янських мов і літератур, зокрема староцерковно-слов'янської, російської, польської і значно менше болгарської та інших, становлячи собою у 19 — 20 віках периферійну частину російської чи польської й ін. В університети України планово надсилано або переходово запрошувано славістів росіян (О. Соболевського) чи поляків (у Львові), які не встигали створювати тут своїх шкіл (Т. Лер-Сплавінський, З. Штібер). Цей стан ілюструється тепер найкраще відсутністю окремого періодичного видання й інституту Славістики при АН УРСР (про українських збірок і журналів в Україні див. Слов'янознавство), як і фактом, що досліди болгарських говірок УРСР чи навіть українських у Карпатах і на Поліссі організуються з Москви (див. Мовознавство, Слов'янознавство).
Епохальне значення в розвитку славістики в Україні мали студії О. Потебні з слов'янської порівняльної синтакси. Загально-славістичну мовознавчу проблематику розробляв у Харкові з його живими балтистичними традиціями в 20 ст. Леонід Булаховський (зокрема в ділянці акцентології й синтакси, також окремих західних і південно-слов'янських мов; його акцентологічні досліди продовжує на історичному матеріалі В. Скляренко) й переніс таке зацікавлення після 1945 й до Києва. Продовжувачем Л. Булаховського у ділянці славістичної синтакси став О. Мельничук; на еміграції розробляв питання фонології праслов'янської мови його учень Ю. Шевельов. Нормативні граматики церковно-слов'янської мови складано в Україні в 16 — 17 вв. для шкіл (див. Слов'яноруська мова, Граматика); з урахуванням досягнень славістики 19 — 20 вв. (себто граматик А. Лескіна, В. Вондрака, С. Кульбакіна, П. Дільса, Т. Лер-Сплавінського й ін.) склали такі українські підручники староцерковно-слов'янської мови для гімназій і духовних семінарій у Галичині й на Закарпатті (з урахуванням і української редакції церковно-слов'янської мови) М. Возняк (1925), С. Кархут (1931), А. Григор'єв (1938), Н. Руснак (1943), В. Лев (1956), а для студентів Я. Рудницький (1947). До революції на Центральній Україні користувалися російськими підручниками; глибокий застій настав по високих школах УРСР у 1930-х роках унаслідок виключення курсу староцерковно-слов'янської мови зі студійної програми. Щойно 1941 стали тут появлятися українські високошкільні граматики: М. Грунського (1941, 1946), К. Трофимовича (1958), В. Веседіної-Невзорової (1962), М. Станівського (1964), як і праці з морфології (М. Бойчука й ін.), переважно компілятивного характеру. Дослідження староцерковно-слов'янського письма й мови вели, крім західноукраїнських славістів (О. Калужняцький, П.Копко, І. Свєнціцький, О. Колесса, І. Панькевич, Я. Гординський та ін.), майже винятково філологи дорев. школи (М. Грунський, І. Огієнко, П. Бузук, Г. Голоскевич), винятково молодші (Т. Лукінова й ін.).
Студії російської мови й літератури зайняли з 1930-х роках по високих школах УРСР перше місце: катедри російської мови (зокрема після 1945) — це одночасно й катедри загального мовознавства. Русицистичні теми забирають все більше місця в суто україністичних журналах («Українська мова в школі», «Українська мова і література в школі», «Мовознавство», «Радянське літературознавство» тощо), не говорячи вже про спеціальні випуски «Ежегодника», «Наукових Записок» чи «Праць…» окремих високих шкіл чи серії типу «Вопросы русской литературы», «Вопросы русского языкознания» Львівського Університету тощо. Зусилля русистики в Україні скеровувалися найперше на складання високошкільних підручників, з-поміж них деякі набирали й позаукраїнське значення; осередками тут стали харківські і київські високі школи (у меншій мірі Одеський Університет), звідки вийшли русисти Дніпропетровська, а після 1945 — Львова і Чернівців.
Описовий курс російської мови склали: Леонід Булаховський (1929-31, 1935); першої половини 19 століття, 1941 — 1948), О. Фінкель з М. Баженовим (1941) й Ф. Гужва (1967, морфологія і словотвір), історичну граматику російської мови у формі коментарів: Леонід Булаховський (1936), у формі курсу Назарій Букатевич, Софія Савицька й Лідія Усачова (1974), історичний синтаксис Я. Спринчак (1960–1964), історію російської літературної мови В. Бродська з С. Цаленчуком (1951) та Г. Шкляревський (1959–1967), шкільний етимологічний словник Г, Циганенко (1970), порівняльну граматику української і російської мов Т. Баймут, М. Бойчук, М. Волинський, М. Жовтобрюх, Т. Малина, С. Самійленко (1954, 1957), порівняльну граматику східнослов'янських мов — Назарій Букатевич, І. Грицютенко, Г. Міжевська, 1. Павлюк, Софія Савицька й Ф. Смагленко (1958). Низка русистів досліджує спеціальні питання російської мови, зокрема: фонетики (П. Криворучко, Л. Скалозуб), морфології (Г. Кириченко, А. Германович), словотвору (І. Марковський, Е. Охомуш, В. Франчук), лексикології (І. Сидоренко, В. Сиротина, М. Муравицька, А. Матвеев), стилістики (В. Масальський, Л. Лосева, Л. Ріхтер, С. Пугач), діалектології (Л. Лосева, В. Столбунова, Л. Бузнік, А. Бріцин) і зокрема синтакси (Л. Кіріна, В. Рінберґ, Е. Кузьмічева, Г. Павловська, Г. Чумаков, Р. Швець, А. Акішина, Нінель Арват, М. Карпенко, О. Фінкель, Ф. Гужва, Л. Болдирев, Л. Лосева, П. Криворучко, М. Ійоніна, В. Кононенко). Серед численних досліджень мови російських письменників найбільше уваги присвячено М. Гоголеві (В. Чапленко, Д. Мірошник), М. Ґорькому (О. Бурмістренко, М. Карпенко, В. Сиротина), А. Чехову, Л. Толстому (А. Чічерін), В. Маяковському, М. Шолохову (С. Колтаков), О. Толстому (Л. Зверева), К. Федіну (Г. Содоль), О. Твардовському; досліджується також мова російських творів Г. Квітки (Т. Величко), Т. Шевченка (П. Петрова) та ін. Дидактичні потреби (в київських інститутах для навчання російської мови студентів з позаєвропейських країн та для вишколу туристичних ґідів) спричинили появу праць з контрастових фонетик і граматик російської-англійської та російсько-німецької (подібно до таких же українсько-англійської Ю. Жлуктенка, Н. Руссаковської, як і українсько-німецької Л. Прокопової). Тоді як до революції по університетах підросійської України діяла низка русистів-літературознавців (В. Перетц, М. Ґудзій, згодом І. Єрьомін, В. Мочульський і ін.), що творчо впливали й на літературознавчу україністику, вже у 1920 — 30-х років вони чи виеміґрували до Росії, чи були репресовані так, що ця традиція русистики після 1945 в УРСР завмерла; на еміграцію виніс цю традицію й прищепив у Німеччині Д. Чижевський. Синтетичних опрацювань історії російської літератури, однак, бракує.
Порівняно слабо представлена в Україні білорусистика (праці П. Бузука, Лукії Гумецької, В. Купрієнка, Г. Півторака; на еміграції Ю. Шевельова), завмерла вона після 1939 й у Львові, де її плекали у першій половині 20 ст. І. Свєнціцький і Л. Оссовський.
Львів як осідок польських наукових збірників (Оссолінеум), установ і фахових журналів («Pamiętnik literacki», «Kwartalnik historyczny», «Lud» й ін.) та польського університету був до 1939 важливим осередком полоністики мовознавчої (А. Малецький, В. Ташицький, С. Роспонд, С. Грабец й ін.), літературознавчої (Р. Пілят, Е. Кухарський, Ю. Кляйнер, С. Кольбушевський, Р. Інґарден, З. Лемпіцький та ін.) та етнографії (А. Каліна, А. Фішер й ін.). Своє давнє значення він втратив з репатріацією поляків і вивезенням збірника Оссолінеум після 1945 до Вроцлава. Львівські україністи нерідко виступали і в полоністичних питаннях (О. Огоновський, П. Копко, К. Студинський, В. Щурат, І. Франко), явище тепер скорше виняткове (Лукія Гумецька, М. Онишкевич). По війні полоністичні студії скупчилися переважно в Києві (головно літературознавчі: В. Вєдіна, Г. Вервес, Ю. Булаховська, менше мовознавчі — О. Ткаченко й ін.). й менше у Чернівцях (В. Федоріщев). На еміграції проблеми мовознавчої полоністики заторкують Ю. Шевельов, О. Горбач та ін.
Словацистичні зацікавлення, плекані у Львові раніше етнографами й істориками (В. Гнатюк, С. Томашівський), поширив у Львівському Університеті й на мовознавчу ділянку З. Штібер; їх продовжувачами стали М. Онишкевич, Й. Дзендзелівський і М. Симулик (в Ужгороді), В. Коломієць-Мельничук, В. Скрипка, М. Гайдай (у Києві), М. Мольнар й ін. (у Братіславі). Осередками богемістичних студій були університети в Харкові (Леонід Булаховський) та зокрема, з уваги й на чеські поселення на Волині, в Києві (Т. Флорінський, А. Степович, Є. Рихлік й ін.), тут їх плекали по війні головно О. Мельничук і В. Коломієць-Мельничук (синтакса), Р. Кравчук (словотвір), В. Пітінов, В. Цвях й ін.; у літературознавстві: В. Шевчук, Ф. Погребенник та І. Журавська; у фолкльористиці: В. Скрипка й М. Гайдай. У Львові прищепилася, занедбана раніше богемістика з поверненням пражан після 1945 (М. Пушкар «Курс лекцій з сучасної чес. літ. мови», 1963; «Історична фонетика чеської мови», 1965; Г. Ластовецька, В. Андел й ін.). Сорабістику, прищеплену у Львові В. Ташицьким і 3. Штібером, плекають тут після 1945 І. Ковалик (словотвір) та К. Трофимович (курс граматики, лужицько-рос. словник) та ін.
Студіям південно-слов'янських (головно болгарської і сербо-хорватської) мов і літератур присвячено багато уваги в університетах Харкова, Одеси й Києва. В Одесі викладали П: Білярський, В. Григорович, О. Кочубинський, Б. Ляпунов, В. Яґіч, М. Попруженко й ін., зосереджуючися гол. на староцерковно-слов'янській мові й її пам'ятках, а далі на болгарській мові. Їх наступником став тут С. Бернштейн, дослідник болгарських говірок в Україні («Атлас болгарских говоров в СРСР», 1958), згодом у Москві, де й зосередилися ці досліди діалектів. Болгаристикою займаються М. Павлюк, Н. Коссек й ін. Дилетантом-болгаристом був у 19 ст. лікар закарпатець Ю. Гуца-Венелин. У Харкові діяв як славіст М. Дрінов, продовжував харківські болгаристичні (й македоністичні) традиції Леонід Булаховський (до 1919 і С. Кульбакін). У Києві репрезентували болгаристику, зокрема літературознавчу: Т. Флорінський, К. Радченко, згодом А. Степович, С. Овчарук, О. Мордвинцев (у фолкльористиці), В. Захаржевська, Н. Шумада, О. Шпильова й ін. Сербо-хорватистику репрезентував у Харкові С. Кульбакін, у Києві Т. Флорінський, К. Радченко, А. Степович, тепер І. Желєзняк та ін.; у Львові — З. Розова. Словеністичні проблеми досліджували Леонід Булаховський, А. Степович й ін.
До пожвавлення славістики в Україні спричинилися відбувані неперіодично (1958 — 64), щоразу в іншому університеті республіканські міжвузівські славістичні конференції.